# Belle Époque (1992)
Belle Époque is een Spaanse film uit 1992, geregisseerd door Fernando Trueba. De film won de Academy Award voor beste internationale film.

## Verhaal
Tijdens de laatste maanden van de monarchie en aan de vooravond van de Tweede Spaanse Republiek, verlaat de jonge soldaat Fernando het leger. Hij zwerft over het platteland, tot hij wordt verwelkomd door Don Manolo, die hem zijn hulp, zijn huis en zijn vriendschap biedt. Wanneer Fernando de vier dochters van Manolo ontmoet begint de jonge deserteur aan een avontuur waarin hij verleid wordt door de ene zus na de andere.

## Rolverdeling
| Acteur                | Personage |
| --------------------- | --------- |
| Penélope Cruz         | Luz       |
| Miriam Díaz-Aroca     | Clara     |
| Gabino Diego          | Juanito   |
| Fernando Fernán Gómez | Manolo    |
| Michel Galabru        | Danglard  |
| Ariadna Gil           | Violeta   |
| Agustín González      | Don Luis  |
| Chus Lampreave        | Doña Asun |
| Mary Carmen Ramírez   | Amalia    |
| Jorge Sanz            | Fernando  |
| Maribel Verdú         | Rocío     |

## Ontvangst

### Recensies
Op Rotten Tomatoes geeft 95% van de 22 recensenten de film een positieve recensie, met een gemiddelde score van 7,39/10.

### Prijzen en nominaties
De film won 25 prijzen en werd voor 15 andere genomineerd. Een selectie:
| Jaar | Evenement                    | Categorie                 | Genomineerde                                             | Resultaat   |
| ---- | ---------------------------- | ------------------------- | -------------------------------------------------------- | ----------- |
| 1993 | Premios Goya (7de editie)    | Beste film                | Belle Époque                                             | Gewonnen    |
| 1993 | Premios Goya (7de editie)    | Beste regisseur           | Fernando Trueba                                          | Gewonnen    |
| 1993 | Premios Goya (7de editie)    | Beste acteur              | Jorge Sanz                                               | Genomineerd |
| 1993 | Premios Goya (7de editie)    | Beste actrice             | Ariadna Gil                                              | Gewonnen    |
| 1993 | Premios Goya (7de editie)    | Beste mannelijke bijrol   | Fernando Fernán Gómez                                    | Gewonnen    |
| 1993 | Premios Goya (7de editie)    | Beste mannelijke bijrol   | Gabino Diego                                             | Genomineerd |
| 1993 | Premios Goya (7de editie)    | Beste vrouwelijke bijrol  | Chus Lampreave                                           | Gewonnen    |
| 1993 | Premios Goya (7de editie)    | Beste vrouwelijke bijrol  | Mary Carmen Ramírez                                      | Genomineerd |
| 1993 | Premios Goya (7de editie)    | Beste origineel scenario  | Rafael Azcona, José Luis García Sánchez, Fernando Trueba | Gewonnen    |
| 1993 | Premios Goya (7de editie)    | Beste camerawerk          | José Luis Alcaine                                        | Gewonnen    |
| 1993 | Premios Goya (7de editie)    | Beste montage             | Carmen Frías                                             | Gewonnen    |
| 1993 | Premios Goya (7de editie)    | Beste artdirector         | Juan Botella                                             | Gewonnen    |
| 1993 | Premios Goya (7de editie)    | Beste productiemanager    | Cristina Huete                                           | Genomineerd |
| 1993 | Premios Goya (7de editie)    | Beste geluid              | Georges Prat, Alfonso Pino                               | Genomineerd |
| 1993 | Premios Goya (7de editie)    | Beste kostuums            | Lala Huete                                               | Genomineerd |
| 1993 | Premios Goya (7de editie)    | Beste grime en haarstijl  | Ana Lorena, Ana Ferreira                                 | Genomineerd |
| 1993 | Premios Goya (7de editie)    | Beste filmmuziek          | Antoine Duhamel                                          | Genomineerd |
| 1994 | Academy Award (66ste editie) | Beste internationale film | Belle Époque                                             | Gewonnen    |